# Neferhetepes-Pyramide
Die Neferhetepes-Pyramide oder auch Königinnenpyramide der Neferhetepes befindet sich in der Nähe des ägyptischen Sakkara. Das Bauwerk wurde als Begräbnisstätte für die Königin Neferhetepes (* ca. 2570 v. Chr.) errichtet. Neferhetepes war die Frau des Pharao Userkaf und lässt sich damit der 5. Dynastie zuordnen. Die Königinnenpyramide befindet sich unmittelbar südöstlich der Userkaf-Pyramide. Die Pyramide ist heute in einem schlechten baulichen Zustand.

## Allgemeines
Bei der Königinnenpyramide der Neferhetepes handelte es sich nicht um ein allein stehendes Bauwerk, sondern um einen Pyramidenbezirk mit Tempelanlage, der sich nur ca. 10 m von der Umfassungsmauer der für die Bestattung ihres Mannes bestimmten Userkaf-Pyramide befindet. Die Nähe beider Bauten legen den Schluss einer guten familiären Beziehung zwischen ihrem Mann Userkaf und Neferhetepes nahe.

## Entdeckung
Die Pyramide wurde im Jahr 1928 bei Untersuchungen der Nekropole von Userkaf durch den britischen Ägyptologen Cecil Mallaby Firth entdeckt. Eine Zuordnung zur Königin Neferhetepes erfolgte zwar bereits im Folgejahr, aber eindeutige Belege erlangte erst 1943 Bernard Grdseloff durch eine Entdeckung am Grab von Persen, eines Priesters am Hof von Userkaf und Neferhetepes. Sein Grab befand sich in direkter Nachbarschaft des Pyramidenbezirks. Ein Stein dieses Grabes wies eine Inschrift auf, welche Namen und Rang der Königin eindeutig belegt. Dieser Stein ist heute im Ägyptischen Museum in Berlin ausgestellt. Weitere die Zuordnung bestätigende Hinweise fand Audran Labrousse 1979 bei der Untersuchung von Grabsteinen in den Tempelruinen.

## Aufbau des Pyramidenbezirkes
Die Ausrichtung der Königinnenpyramide sowie die Einfriedung entsprach den Himmelsrichtungen und folgte damit jener der wesentlich größeren Userkaf-Pyramide. Der gesamte Pyramidenkomplex erstreckt sich rechtwinklig in ostwestlicher Richtung. Dank der im Vergleich zur Userkaf-Pyramide geringeren Größe war es möglich, diese räumlich anzupassen. Der  Zugang zum Pyramidenbezirk befand sich im südöstlichen Bereich der Umfassungsmauer und führte in einen offenen Innenhof, der sich in ostwestlicher Richtung erstreckte. Hier erfolgte die rituelle Reinigung und Bereitung der Opfergaben. In den Hallen befanden sich Darstellungen von Tier-Prozessionen und Trägern von Opfergaben, die sich in Richtung des Heiligtums der Königin bewegten.
Aufgrund der starken Zerstörung des Tempelbezirkes lassen sich kaum gesicherte Aussagen über dessen Aufbau machen. Es wurden jedoch Reliefdarstellungen in den Trümmern gefunden, die vermuten lassen, dass diese sich an den Tempelwänden befunden haben.

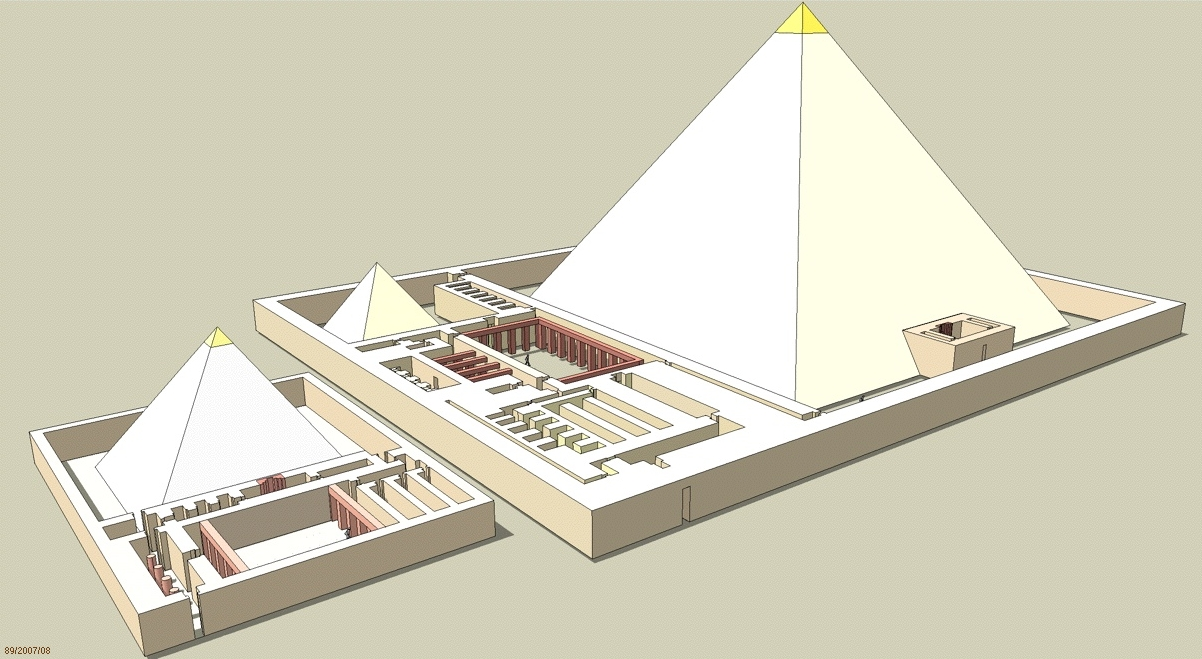
Pyramidenkomplex der Neferhetepes neben dem ihres Mannes
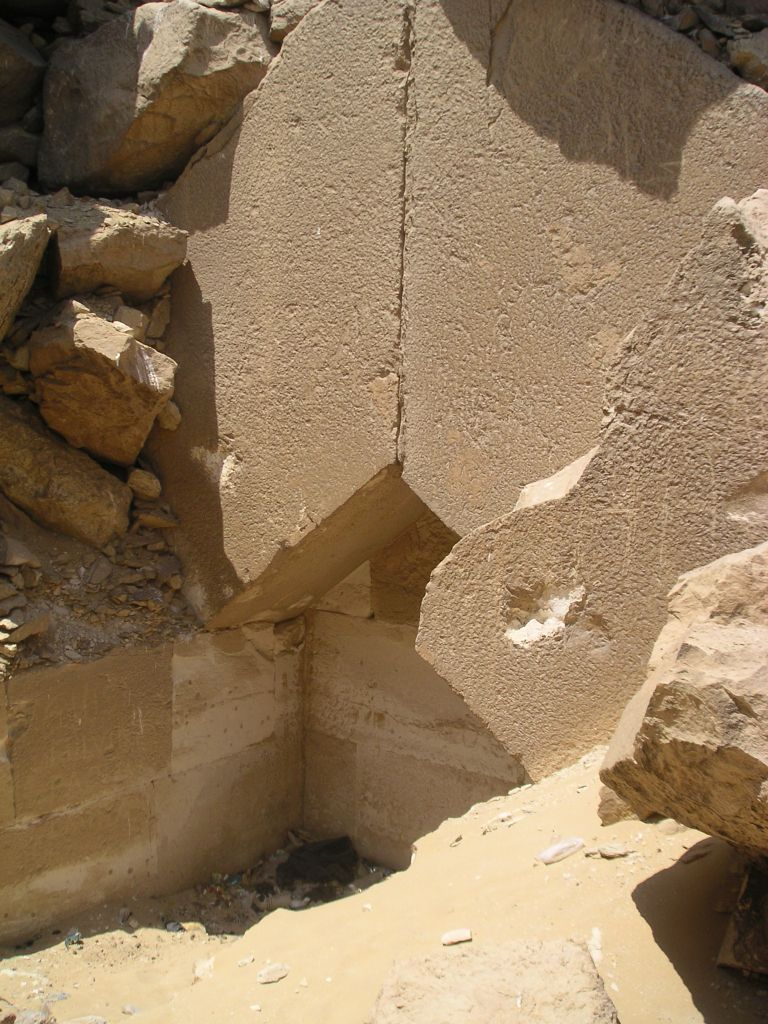
Eingang zur Grabkammer

## Die Pyramide
Die Pyramide besaß ursprünglich eine Höhe von ca. 17 m und eine Basislänge von etwa 26 m. Der Neigungswinkel beträgt 52°. Das dreistufige Kernmauerwerk ist heute weitgehend verfallen.
Die Abdeckung der Pyramide bestand aus Kalkstein, der aus den Kalksteinbrüchen von Tura am Ostufer des Nils stammte.
Nahe der Pyramide befand sich ein kleiner Begräbnistempel, von dem heute kaum noch Spuren zu erkennen sind. Er bestand ebenfalls aus Kalkstein. Außerdem wurde Granit für den Bau verwendet.